# Call of Duty: Modern Warfare 3
Call of Duty: Modern Warfare 3 (được viết tắt là Call of Duty: MW3 hay đơn giản là MW3) là một tựa game bắn súng góc nhìn thứ nhất được phát triển bởi studio Infinity Ward và Sledgehammer Games, cùng với sự hỗ trợ của Raven Software. Đây là phiên bản thứ 3, cũng là phiên bản mới nhất của dòng game về chiến tranh hiện đại (Modern Warfare) và là phiên bản tiếp theo của tựa game Call of Duty: Modern Warfare 2 phát hành năm 2009. Đây là phiên bản thứ 8 của cả loạt game Call of Duty.
Tựa game được phát hành vào ngày 8 tháng 11 năm 2011 tại khu vực châu Âu và Bắc Mỹ trên các hệ máy PC, Xbox 360, PlayStation 3, và Wii. Phiên bản dành cho hệ máy Wii của Nintendo được thiết kế riêng biệt bởi studio n-Space. Tại Australia, phiên bản dành cho hệ máy Wii được phát hành vào ngày 23 tháng 11 năm 2011. Tại Nhật Bản, Square Enix chịu trách nhiệm phân phối MW3 với phụ đề tiếng Nhật như cách họ đã từng làm với Call of Duty: Black Ops. Phiên bản có phụ đề tiếng Nhật được phát hành vào ngày 17 tháng 11 năm 2011. Sau đó, ngày 22 tháng 12, phiên bản có lồng tiếng Nhật cũng xuất hiện trên thị trường.
Modern Warfare 3 đã nhận nhiều được đánh giá tích cực từ các nhà phê bình, với lời khen ngợi dành cho gameplay, phần chơi chiến dịch (campaign) và multiplayer, mặc dù có một số lời chỉ trích vì cốt truyện mang nhiều yếu tố gây shock, và thiếu sự đổi mới. Game đã thắng giải Best Shooter Game tại lễ trao giải Spike Video Game Awards năm 2011.
Tựa game đã đạt được thành công thương mại lớn. Trong vòng 24 giờ sau khi mở bán, trò chơi đã bán được 6,5 triệu bản ở khu vực Hoa Kỳ và Vương quốc Anh, thu về hơn 400 triệu đô la, biến game trở thành một trong những sản phẩm giải trí lớn nhất từ trước đến nay, cũng như bán chạy nhất mọi thời đại.

## Lối chơi
Cũng giống như những phiên bản trước đó, Call of Duty: Modern Warfare 3 là trò chơi bắn súng góc nhìn người thứ nhất, và giữ nguyên cơ chế gameplay như các phiên bản Call of Duty tiền nhiệm. Người chơi vào vai một chiến binh có thể sử dụng nhiều loại vũ khí khác nhau (trong có chỉ có thể mang theo bên mình hai loại vũ khí); sử dụng lựu đạn, các loại vũ khí nổ khác; có thể dùng các thiết bị khác làm vũ khí.
Người chơi có thể đứng, ngồi, và nằm; mỗi tư thế sẽ ảnh hưởng đến độ chính xác khi bắn. Người chơi cũng có thể chỉnh xuống tư thế nằm sấp từ tư thế đứng trong khi chạy (thường được gọi là "lặn cá heo"), và có thể chạy nước rút trong vài giây. Màn hình chóe đỏ cho người chơi biết sinh lực của nhân vật đang giảm do bị thương từ hướng viền đỏ; lượng máu bị mất sẽ tái tạo theo thời gian.

## Giới thiệu nhân vật
Người chơi sẽ được chứng kiến sự trở lại của Đại úy John "Soap" MacTavish, thuộc lực lượng Task Force 141 (lực lượng này bị tuyên bố vô thừa nhận do cái chết của tướng Shepherd) (do Kevin McKidd lồng tiếng), Đại úy John Price (do Billy Murray lồng tiếng) và người đưa tin Nikolai, người đã xuất hiện sau khi Shepherd bị tiêu diệt. Tuy nhiên, trong phần lớn nội dung phần chơi chiến dịch, người chơi sẽ thủ vai Yuri, một cựu đặc nhiệm Spetsnaz của Liên bang Nga, người tham gia cùng với Price truy lùng thủ lĩnh lực lượng ly khai Nga là Vladimir Makarov (do Roman Varshavsky lồng tiếng). Makarov sẽ tiếp tục xuất hiện với vai trò là nhân vật phản diện chính trong MW3 và hắn có liên hệ với "Volk", một kẻ chế tạo bom người Nga, đang trú ẩn tại Paris, Pháp.
Trong phần này, các nhân vật mới mà người chơi sẽ được thủ vai là Trung sĩ Derek "Frost" Westbrook thuộc lực lượng Delta Force và Trung sĩ Marcus Burns thuộc lực lượng SAS. Bên cạnh đó, người chơi sẽ vào vai Andrei Kharkov, một đặc vụ thuộc Văn phòng Bảo vệ Liên bang (FSO) trong nhiệm vụ bảo vệ Tổng thống Nga. Giống như trong Call of Duty 4: Modern Warfare, người chơi sẽ có góc nhìn từ nhân vật Soap trong phần giới thiệu bối cảnh, nhưng đây là lần cuối cùng người chơi được điều khiển nhân vật này. Trong khi đó, người chơi sẽ đóng vai Price trong nhiệm vụ cuối cùng của game.
Không những thế, người chơi còn được điều khiển một người đàn ông quốc tịch Mỹ họ Davis cầm máy quay tại London chỉ vài giây trước khi anh cùng vợ và con nhỏ bị hạ sát bởi vũ khí hóa học (vì vậy đây là nhiệm vụ duy nhất người chơi có thể bỏ qua, đồng thời cũng gây tranh cãi lớn trong dư luận như nhiệm vụ "No Russian" ở phần game trước do những chi tiết bị cho là tương đồng với Vụ đánh bom Luân Đôn ngày 7 tháng 7 năm 2005).
Những nhân vật mới xuất hiện trong phần 3 của tựa game Modern Warfare mà người chơi sẽ không được điều khiển là binh sĩ Sandman thuộc Delta Force (do William Fichtner lồng tiếng) cùng với các đồng đội của anh là "Truck" (Idres Elba) và "Grinch" (Timothy Olyphant). Đại úy MacMillan, nhân vật đã từng xuất hiện trong Call of Duty 4 sẽ trở lại với vai trò là thiếu tướng thuộc lực lượng S.A.S và hỗ trợ bí mật cho TF 141.
Diễn viên Craig Fairbass từng đảm nhiệm việc lồng tiếng cho Gaz và Ghost trong hai phần trước sẽ tiếp tục vai trò của mình với Trung sĩ Wallcroft thuộc lực lượng S.A.S. Nhân vật này đã từng xuất hiện trong Call of Duty 4 với vai trò phụ.

## Cốt truyện
Vào thứ ba, ngày 17 tháng 8 năm 2016, ít giờ sau khi tiêu diệt được Trung tướng Shepherd, Đại úy John Price và Nikolai đã đưa Soap, đang trong tình trạng nguy kịch khỏi cứ điểm Hotel Bravo ở Afghanistan để tới một nơi trú ẩn tại Himachal Pradesh thuộc miền Bắc Ấn Độ. Ở đây có lực lượng trung thành với chính phủ cũ của Nga mà Nikolai là một thành viên đóng giữ. Trong khi Soap đang được sơ cứu thì lực lượng của Vladimir Makarov tấn công để thủ tiêu những thành viên cuối cùng của Task Force 141. Do bác sĩ bị bắn chết bởi một làn đạn súng máy trực thăng, Yuri, binh sĩ tốt nhất của Nikolai (cựu đặc nhiệm Spetsnaz), được mô tả là căm ghét Makarov hơn cả Price, đã tiêm cho Soap một liều adrenaline, giúp cho tim của anh tiếp tục đập, rồi mở một đường máu để rút lui đến một địa điểm an toàn khác.
Nikolai chỉ cho Price vị trí 1 hầm garage gần đó có đặt một chiếc UGV (Unmanned ground vehicle) của Nga và yêu cầu anh sử dụng nó để chống lại những đặc nhiệm Spetsnaz trung thành với Makarov đang đổ xuống liên tiếp từ trực thăng. Price quyết định để Yuri điều khiển cỗ máy còn ông cùng Soap và Nikolai sẽ lên trực thăng sau đó vòng lại đón Yuri sau. Yuri đã dùng chiếc UGV bắn hạ rất nhiều lính Spetnaz và những chiếc trực thăng vũ trang Mi-17 và Mi-28 đồng thời lên được trực thăng của Nikolai, tiếp tục chiến đấu cho Task Force 141.
Cũng tại thời điểm đó, Thế chiến thứ 3 vẫn tiếp tục diễn ra ác liệt. Một đội thuộc Lực lượng Delta với mật danh Metal gồm các thành viên Frost (Metal 0-4), Grinch (Metal 0-3), Truck (Metal 0-2, chỉ huy phó) và Sandman (Metal 0-1, chỉ huy trưởng, người đã chiến đấu cùng với Frost, Soap, Price, Ghost và Roach trong chiến dịch Kingfish hòng bắt giữ Makarov 3 năm trước đó) nhận nhiệm vụ tấn công đẩy lùi bộ binh chủ lực của Nga, rồi gài bom nhiệt nhôm phá hủy trạm phá sóng của quân Nga được đặt trên nóc của Sàn Giao dịch Chứng khoán New York. Việc này đã khôi phục hoạt động của các hệ thống liên lạc và dẫn đường vũ khí của Mỹ. Frost và tổ đội Metal được trực thăng UH-60 Black Hawk chở đi, anh tiếp tục sử dụng khẩu M134 Minigun gắn trên máy bay bắn hạ nhiều trực thăng Mi-24 Hind bám đuổi. Metal Team tiếp tục phối hợp với lực lượng SEALs đánh chiếm tàu ngầm hạt nhân chỉ huy lớp Oscar-II của quân Nga tại sông Đông (New York) và sử dụng chiếc tàu ngầm này để bắn tên lửa chống hạm vào chính các tàu chiến của Hải quân Nga. Chiến tranh ở Mỹ theo đó coi như tới hồi kết.
Ngày 4 tháng 10 năm 2016, Tổng thống Nga Boris Vorshevsky lên máy bay để đến Hamburg tiến hành đàm phán hòa bình với Mỹ trong một cuộc họp thượng đỉnh diễn ra tại đó. Tuy nhiên, kế hoạch trên đã bị phá sản khi máy bay bị toán không tặc của Makarov chiếm giữ và vỡ tan thành nhiều mảnh khi đang cố hạ cánh khẩn cấp xuống sân bay. Mật vụ Andrei Harkov thuộc FSO (Văn phòng bảo vệ Liên bang) cùng đồng đội nỗ lực bảo vệ an toàn cho Tổng thống Vorshevsky nhưng bị Makarov giết. Makarov bắt cóc được Tổng thống và ra lệnh cho đám tay chân tìm Alena, con gái của Tổng thống hòng buộc ông cung cấp mật mã khai hỏa kho vũ khí hạt nhân của Nga.
Sau khi biết tin Tổng thống Vorshevsky mất tích, Yuri kể cho Soap mới bình phục và Price rằng Makarov gần đây thuê một nhóm phiến quân tại châu Phi để chuyển một kho hàng bí ẩn vòng qua châu lục này rồi đến châu Âu. Tuy nhiên, họ đã thất bại trong việc chặn kho hàng này ở Sierra Leone. Không lâu sau, nhóm S.A.S bao gồm Marcus và Wallcroft (mật danh Bravo Six), được triệu tập bởi MI5 để truy tìm một thùng hàng chưa xác định tới London, nhưng chỉ chặn được những chiếc xe tải mồi nhử. Trong khi ấy, chiếc xe thật chứa vũ khí hóa học tới được một góc phố gần Cung điện Westminster rồi bị kích nổ, khiến gia đình Davis đang đi nghỉ ở đó thiệt mạng tại chỗ và phát tán một lượng lớn khí độc.
Các vụ tấn công hóa học tương tự xảy ra cùng lúc không những sát hại rất nhiều dân thường mà còn gây tê liệt các căn cứ quân sự và trụ sở tình báo của châu Âu, dọn đường cho Quân đội Nga tiến quân xâm lược. Lực lượng Delta Force trong đó có Frost và Sandman di chuyển đến Hamburg để giải cứu Phó Tổng thống Mỹ (mật danh Goalpost) đang bị quân Nga bắt giữ. Dựa vào nguồn tin tình báo mà Price khai thác được từ Waraabe, trùm của một nhóm phiến quân địa phương ở Somalia đã chuyển hàng cho Makarov, quân Mỹ tiến vào Paris phối hợp với GIGN (đại diện là Sabre và Faucon) bắt giữ tên trùm sản xuất bom người Nga "Volk", trên danh nghĩa là Giám đốc điều hành (CEO) của Fregata, công ty bình phong đã tuồn vũ khí hoá học vào châu Âu.
Sau khi bắt giữ được Volk, họ đã chiến đấu trong thành phố để tiến đến điểm tập kết với sự yểm trợ của máy bay AC-130. Khó khăn hơn cả, quân Nga cũng dồn toàn bộ lực lượng nhằm chặn đường rút lui của cả đội, khiến họ phải nỗ lực để vượt qua vòng vây. Do đã hết sạch toàn bộ hoả lực hạng nặng và lựu đạn khói để chỉ định vị trí yểm trợ cũng như do quân Nga tiến đến càng ngày càng đông, Delta Force đã quyết định gọi oanh tạc thẳng vào tháp Eiffel nhằm chặn đứng bộ binh địch tập trung dưới chân tòa tháp và tòa tháp đã sụp đổ xuống dòng sông Seine ngay sau khi không lực Mỹ với phi đội máy bay A-10 Thunderbolt II dội bom đẩy lùi quân Nga.
Sau khi thẩm vấn Volk, quân Mỹ đã biết được nơi trú ẩn hiện tại của Makarov. Đó là khách sạn Lustig ở Praha, thủ đô Cộng hòa Séc, nơi mà Makarov triệu tập một cuộc họp với nhóm cố vấn của hắn. Sandman đã báo cho Price biết thông tin trên. Nhóm của Price đã xâm nhập vào thành phố Praha đang bị quân Nga chiếm đóng. Tại đây, nhóm Task Force 141 đã gặp lại Kamarov, viên chỉ huy của lực lượng quân đội chính phủ Nga trước đây, cũng đang tìm cách ám sát Makarov cùng quân kháng chiến địa phương. Yuri và Soap lựa chọn vị trí bắn tỉa tại một nhà thờ nằm đối diện với khách sạn Lustig. Còn Price đột kích từ nóc của khách sạn này. Tuy nhiên, kế hoạch đổ bể khi Kamarov bị giữ làm con tin và Makarov kích hoạt hai khối thuốc nổ: một được quấn trên người Kamarov, giết chết ông này và suýt lấy mạng Price; và một tại nhà thờ Soap và Yuri chọn làm vị trí ám sát. Trước khi kích nổ khối thứ hai, Makarov đã tiết lộ thân thế thực sự của Yuri khi gọi anh là "bạn của tôi".
Để tránh vụ nổ, Yuri và Soap buộc phải nhảy xuống đất. Nhưng do vẫn chịu ảnh hưởng từ vụ nổ, rơi từ độ cao quá lớn và bị một mảnh vỡ rơi xuống đè lên người nên vết thương của Soap do Shepherd dùng dao đâm ở phần 2 đã tái phát. Yuri và Price cố đưa Soap chạy thoát đến nơi an toàn nhưng anh không qua khỏi. Trước khi trút hơi thở cuối cùng, Soap cho Price biết rằng Makarov có quen biết với Yuri. Sau khi để lại thi thể Soap cùng với khẩu súng lục M1911 - là khẩu súng ông đưa cho Soap khi xưa để giết Zakhaev - và lấy nhật kí của anh, Price đã đấm Yuri ngã nhào xuống tầng hầm của tòa nhà trú ẩn, chĩa súng vào đầu Yuri, bắt anh phải tiết lộ mối quan hệ với Makarov.
Yuri giải thích rằng trong quá khứ, anh ta từng là một thành viên của phe dân tộc cực đoan và đã kết bạn với Makarov. Sau khi bị ám sát hụt năm 1996 bởi Price và MacMillan ở Pripyat (Ukraina), Zakhaev đã chạy trốn trên xe do Makarov lái và Yuri ngồi ở ghế sau, vì vậy mà hai người được thăng chức. Năm 2011, Yuri chứng kiến việc Makarov ra lệnh kích nổ quả bom hạt nhân, làm 30.000 lính Mỹ thiệt mạng tại Trung Đông ở phần 1, khiến anh dần trở nên bất mãn với Makarov và lý tưởng của phe dân tộc cực đoan. Năm 2016, Yuri cố ngăn chặn hành động thảm sát dân thường của Makarov tại sân bay quốc tế Zakhaev bằng cách báo cho Tổng cục An ninh Liên bang Nga (FSB), nhưng đã bị Makarov phát hiện. Yuri bị bắn vào bụng và bị bỏ mặc cho chết ở tầng hầm để xe. Yuri không ngăn được vụ thảm sát vì vết thương quá nặng, nhưng anh may mắn được cứu sống. Nhận ra chuyện của Yuri là hậu quả dây chuyền từ sai lầm của mình ở Pripyat, Price đã quyết định tiếp tục sát cánh với Yuri.
Sau khi xâm nhập vào lâu đài của Makarov gần Praha, Price và Yuri biết được và báo tin cho Sandman rằng Makarov đã bắt Tổng thống Vorshevsky và người của hắn đang trên đường tìm nốt Alena tại Berlin. Bằng việc bắt liên lạc với cô, quân Mỹ xác định cô đang trốn trong nhà vệ sinh phòng hạng sang ở tầng 5 khách sạn đối diện tòa nhà Reisdorf. Tuy nhiệm vụ thất bại và liên quân Mỹ - Đức chịu thương vong lớn, nhưng quân Mỹ theo dõi được chiếc trực thăng Mi-24 bắt cóc tới một mỏ kim cương ở Siberia. Tổ Metal thuộc Delta Force (không có sự tham gia của Frost) và 2 người thuộc TF 141 (Price và Yuri) đã tiến hành chiến dịch giải cứu con tin trước khi Makarov có được mã phóng vũ khí hạt nhân. Nếu đảm bảo được tính mạng của cha con Tổng thống Nga thì cuộc xung đột giữa Nga với phương Tây sẽ chấm dứt, và nhóm Task Force 141 sẽ được giải oan.
Nhưng khi nhiệm vụ thành công chưa lâu thì mỏ kim cương bị địch đánh sập hòng chôn vùi tất cả mọi người. Tổ Metal đã ở lại cầm chân đối phương và hi sinh để Price, Yuri và Tổng thống Vorshevsky rút lên trực thăng an toàn.
Ngày 21 tháng 1 năm 2017, ba tháng sau khi kết thúc Thế chiến thứ 3, Price và Yuri truy tìm Makarov tại khách sạn Ốc đảo nằm ở Burj Al Arab tại Dubai để trả thù cho cái chết của Soap. Trong trang phục chống đạn hạng nặng Juggernaut, họ đã tấn công khách sạn. Trên đường tấn công, họ đã dùng súng máy PKP Pecheneg gắn kèm kính ngắm bắn hạ 1 trực thăng vũ trang của Makarov, nhưng chiếc trực thăng rơi quá gần làm cháy mất bộ Juggernaut của Yuri và anh bị một cọc thép đâm qua người do 1 tên lửa bắn từ trực thăng khác làm sập một phần khách sạn.
Chạy thoát được lên nóc tòa nhà, Makarov cố gắng leo lên chiếc trực thăng thứ hai đang đậu ở trên đó nhưng Price đã đuổi kịp, diệt được hai viên phi công, cho trực thăng rơi trở lại nóc khách sạn. Khi đấu tay đôi với Makarov, Price đã bị thương và tưởng như sắp bị giết. Bất ngờ, Yuri trở lại bắn 1 phát trúng vai Makarov nhưng bị Makarov hạ sát. Trong lúc Makarov sơ hở, Price đã lao đến xô ngã, đấm liên tiếp vào mặt Makarov rồi quấn 1 sợi dây cáp vào cổ hắn và đập vỡ lớp kính bên dưới họ. Khi cả hai rơi xuống bên dưới thì Makarov bị treo cổ lên nóc tòa nhà, sau đó chết ngay lập tức.
Nhiệm vụ đã hoàn thành, Makarov đã chính thức bị tiêu diệt, trong tiếng còi xe cảnh sát, Price bật lửa, rít điếu xì gà và hút, làn khói hiện ra đầy vô định...

## Tiếp nhận

### Đánh giá chung
Call of Duty: Modern Warfare 3 nhận được đánh giá chung "tích cực", theo trang tổng hợp đánh giá Metacritic, ngoại trừ phiên bản trên hệ máy chỉ nhận được đánh giá "trung bình".
Tờ The Daily Telegraph đã chấm phiên bản trên Xbox 360 của trò chơi 5/5 sao, nói rằng ngay cả khi "series luôn nổi tiếng về các yếu tố như thiết kế âm thanh tuyệt vời, độ bóng bẩy và sự hấp dẫn trong lối chơi của nó," đó là "một trò chơi không chỉ phù hợp với sự cường điệu của thương hiệu mà còn vượt qua tiêu chuẩn của nó. Một trò chơi luôn đáp ứng được kỳ vọng."  Gaming Evolution đã lần lượt chấm các phiên bản PS3 và Xbox 360 9/10, nói rằng "Modern Warfare 3 vẫn sống tốt với sự cường điệu hóa. Nó đang chứng tỏ bản thân là một trong những game bắn súng fps hay nhất mà thể loại này mang lại." IGN đã chấm phiên bản Xbox 360 của trò chơi là 9 trên 10, chỉ ra rằng trò chơi đem lại "chế độ nhiều người chơi tuyệt vời, [một] phần chơi chiến dịch vui nhộn, và rất nhiều nội dung, tuy nhiên cốt truyện [cũng] là một thứ đáng quên."
GameSpot đánh giá, nói rằng "các cảm giác mạnh đặc trưng của loạt game đã mất đi điểm sáng. Modern Warfare 3 lặp lại thay vì đổi mới, vì vậy niềm vui mà bạn nhận được trong game, nó quá quen thuộc", nhưng kết luận rằng "may mắn thay, [trò chơi] cũng vô cùng hấp dẫn và đầy thỏa mãn, đem lại cho người hâm mộ môt niềm vui trong mùa game bắn súng đầy bận rộn này". Eurogamer đã chấm trò chơi 8/10 khi nói rằng đây là một "trò chơi đầy thỏa mãn, nó biết chính xác những gì người chơi mong muốn và thực hiện nó với sự tự tin" nhưng lại có "một chiến dịch chơi đơn lỗi thời".
Đánh giá cho phiên bản Wii của trò chơi không mấy thuận lợi. IGN đánh giá game chỉ 4,5 trên 10 điểm, đổ lỗi cho đồ họa yếu kém và hệ thống mã bạn bè hoạt động không hiệu quả đã kéo chất lượng của game đi xuống một cách thậm tệ.

### Doanh thu
Tựa game đã thu về hơn 775 triệu đô la trên toàn cầu trong 5 ngày đầu tiên ra mắt, vượt qua kỷ lục 650 triệu đô la do Call of Duty: Black Ops năm 2010 thiết lập và 550 triệu đô la đạt được của Modern Warfare 2 năm 2009.
Modern Warfare 3 đã thu về 1 tỷ đô la trên toàn thế giới trong 16 ngày ra mắt, đánh bại kỷ lục 19 ngày của Avatar, theo Activision.
Theo NPD Group, Modern Warfare 3 là trò chơi bán chạy nhất trong tháng của tháng 11 tại Hoa Kỳ. Doanh số bán hàng của Modern Warfare 3 đã vượt qua doanh số tháng đầu tiên của Black Ops năm 2010 7%, và doanh thu trong tháng 11 đạt khoảng 9 triệu bản. Vào tháng 11 năm 2013, IGN xác nhận rằng Modern Warfare 3 đã bán được 26,5 triệu bản, trở thành trò chơi bán chạy nhất trong loạt Call of Duty.
Phiên bản trên hệ máy PlayStation 3 của Modern Warfare 3 cũng đứng đầu bảng xếp hạng Nhật Bản trong tuần đầu tiên được bán ra, với 180.372 bản, trong khi phiên bản trên Xbox 360 bán được khoảng 30.000 bản.